# Mattias Wigardt

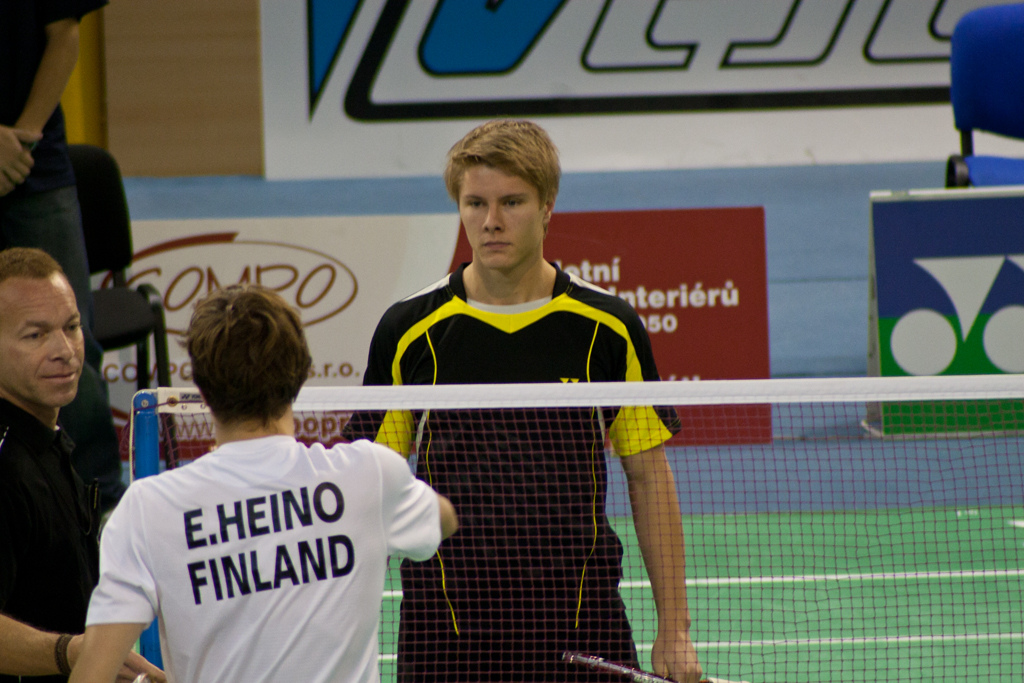
Mattias Wigardt bei den Czech International 2011

Mattias Wigardt (* 28. Juni 1986) ist ein schwedischer Badmintonspieler.

## Karriere
Mattias Wigardt gewann in Schweden vier Juniorentitel in den Altersklassen U19 und U22. Bei den Iceland International 2005 wurde er Dritter im Einzel, bei den Turkey International 2012 Zweiter im Doppel. 2012 siegte er bei den Irish International im Herreneinzel. Im gleichen Jahr startete er auch bei den Badminton-Europameisterschaften.

## Sportliche Erfolge
| Saison    | Veranstaltung                     | Disziplin    | Platz | Name                                                           |
| --------- | --------------------------------- | ------------ | ----- | -------------------------------------------------------------- |
| 2003/2004 | Schweden: Einzelmeisterschaft U19 | Herreneinzel | 1     | Mattias Wigardt (Täby BMF)                                     |
| 2003/2004 | Schweden: Einzelmeisterschaft U19 | Herreneinzel | 1     | Mattias Wigardt (Täby BMF)                                     |
| 2004/2005 | Schweden: Einzelmeisterschaft U19 | Herreneinzel | 1     | Mattias Wigardt (Täby BMF)                                     |
| 2006/2007 | Schweden: Einzelmeisterschaft U22 | Herrendoppel | 1     | Gabriel Ulldahl / Mattias Wigardt (Västra Frölunda / Täby BMF) |
| 2012      | Irish International               | Herreneinzel | 1     | Mattias Wigardt                                                |